# Magdalena Asktappare
Magdalena Asktappare, död 1546, var en dömd svensk mördare. 
Magdalena var en borgare i Stockholm, gift med Jörgen Asktappare. Hon ställdes inför rätta anklagad för att ha mördat sin man år 1546. Hon ska ha försökt övertala Jacob Trappow från Tyskland att mörda maken under en lång tid, men han hade inte gått med på det. Hon drack sedan maken berusad och dödade honom sedan i sängen med en yxa. Trappow och dennes tjänare, en gammal man, hjälpte henne sedan att stycka liket och placera det i en tunna och välta den i sjön för att undgå upptäckt. Magdalena och hennes medanklagade dömdes skyldiga. Trappow och den äldre mannen blev avrättade genom stegling. Magdalena anses ha blivit avrättad genom att antingen brännas på bål eller begravas levande, men det är inte känt vilken av dessa metoder som slutligen användes vid hennes avrättning: 